# هرناندية بيضاء الأزهار
هرناندية بيضاء الأزهار (الاسم العلمي:Hernandia albiflora) هي نوع من النباتات تتبع جنس الهرناندية من فصيلة الهرنانديات.